# 1. Amateurliga Südwest 1977/78
Die 1. Fußball-Amateurliga Südwest 1977/78 war die 26. und letzte Saison der drittklassigen 1. Amateurliga im regionalen Männerfußball des südlichen Teils des Landes Rheinland-Pfalz und ein Vorgänger der Fußball-Verbandsliga Südwest. Die 1. Amateurliga Südwest wurde 1952 aus einer Zusammenlegung der Amateurligen Rheinhessen, Westpfalz und Vorderpfalz gebildet und existierte bis zur Saison 1978/79 als dritthöchste Liga. Nach Einführung der Oberliga Südwest 1978 als höchste Amateurspielklasse wurde die Spielklasse in „Verbandsliga Südwest“ umbenannt und war ab diesem Zeitpunkt nur noch viertklassig.

## Abschlusstabelle
Die Meisterschaft gewann der FSV Mainz 05, der in der Aufstiegsrunde zur 2. Bundesliga Süd keinen Erfolg hatte und in der Liga verbleiben musste. Eintracht Kreuznach durfte als Südwest-Vertreter an der deutschen Fußball-Amateurmeisterschaft teilnehmen, schied dort aber im Viertelfinale gegen die Amateure von Eintracht Frankfurt aus.
Für die neugeschaffenen drittklassigen Oberliga Südwest qualifizierten sich der FSV Mainz 05, Hassia Bingen, Eintracht Kreuznach, der Südwest Ludwigshafen und die Amateure des 1. FC Kaiserslautern. Die restlichen Vereine bis Platz 16 spielten ab der Folgesaison in der neugeschaffenen viertklassigen Verbandsliga Südwest.
Den Gang in die 2. Amateurliga mussten der SV Guntersblum und der FV Speyer antreten. Für die nachfolgende Verbandsliga-Saison 1978/79 kamen als Aufsteiger aus den 2. Amateurligen der Ludwigshafener SC, die SG 05 Pirmasens, der SV Horchheim und der VfR Baumholder.
| Pl. | Verein                        | Sp. | Tore    | Punkte |
| --- | ----------------------------- | --- | ------- | ------ |
| 01. | 1. FSV Mainz 05               | 38  | 108:370 | 65:11  |
| 02. | Hassia Bingen                 | 38  | 124:320 | 62:14  |
| 03. | Eintracht Bad Kreuznach       | 38  | 123:310 | 62:14  |
| 04. | Südwest Ludwigshafen          | 38  | 107:310 | 59:17  |
| 05. | 1. FC Kaiserslautern Amateure | 38  | 95:37   | 52:24  |
| 06. | FK Clausen                    | 38  | 82:66   | 49:27  |
| 07. | VfR Kirn                      | 38  | 80:77   | 41:35  |
| 08. | Ludwigshafener SC (N)         | 38  | 79:70   | 40:36  |
| 09. | FC Rodalben                   | 38  | 70:64   | 39:37  |
| 10. | SV Viktoria Herxheim          | 38  | 81:69   | 36:40  |
| 11. | SG 05 Pirmasens (N)           | 38  | 68:86   | 35:41  |
| 12. | TuS Landstuhl                 | 38  | 70:79   | 34:42  |
| 13. | VfR Frankenthal               | 38  | 51:68   | 33:43  |
| 14. | Gummi-Mayer Landau            | 38  | 55:77   | 33:43  |
| 15. | 1. FC Haßloch                 | 38  | 70:84   | 30:46  |
| 16. | VfR Baumholder (N)            | 38  | 44:91   | 28:48  |
| 17. | ASV Idar-Oberstein            | 38  | 048:117 | 18:58  |
| 18. | SV Guntersblum                | 38  | 041:133 | 16:60  |
| 19. | SV Horchheim (N)              | 38  | 29:94   | 15:61  |
| 20. | 1. FC Sobernheim              | 38  | 022:104 | 13:63  |

| (M) | Meister 1976/77                             |
| (A) | Absteiger aus der 2. Bundesliga Süd 1976/77 |
| (N) | Aufsteiger aus den 2. Amateurligen 1976/77  |